# John Bonham
John Henry Bonham (Redditch, Inglaterra; 31 de mayo de 1948-Clewer, Inglaterra; 25 de septiembre de 1980), fue un músico británico famoso por haber sido el baterista del grupo de rock Led Zeppelin. Es considerado uno de los mejores bateristas de rock de toda la historia, ya que cambió el enfoque que se tenía del instrumento. Creó un estilo que consistía en una pegada más dura y con menos adornos, mucho más alejado del blues y el rockabilly (estilos predominantes en los bateristas de rock/pop de la época) añadiendo toques de jazz y funk, influyendo poderosamente a todas las generaciones posteriores de baterías de rock, incluyendo al heavy metal. La revista musical Gigwise incluyó a Bonham en la primera posición en su Lista de los 50 mejores baterías de la historia. Tras su muerte muchos bateristas dijeron que él era el mejor de la época. Robert Plant dijo que el único capaz de rivalizar con John era el baterista de Deep Purple Ian Paice, ya que ambos eran los maestros de la batería en la década de 1970.

## Biografía
Bonham nació en Redditch, Worcestershire, Inglaterra. Empezó a tocar la batería a los cinco años; tuvo su primer equipamiento rítmico a la edad de catorce años, un kit Premier.
En 1964, Bonham formó su primera banda, Terry Webb and the Spiders. También tocaba para bandas locales, como The Blue Star Trio y The Senators. Fue en esta época cuando Bonham decide dedicarse a la música profesionalmente. Se une a varias bandas de poco éxito, incluyendo la banda de blues Crawling King Snakes, cuyo cantante era Robert Plant. Durante ese período, Bonham se gana la reputación de ser el baterista más ruidoso de toda Inglaterra. En una ocasión le pidieron que se fuera del Birmingham Studio porque tocaba demasiado fuerte como para ser soportado por el dueño, que incluso le dijo que no había futuro para un baterista como él. Diez años después, el dueño del estudio recibió una nota en la cual se leía «'Thanks for the career advice...» («Gracias por el consejo profesional...»), acompañada de un disco de oro de Led Zeppelin.[cita requerida] Bonham siguió formando parte, junto a Robert Plant, de bandas poco exitosas hasta que Tim Rose lo invita formalmente a ser el baterista de gira de su banda.

## Led Zeppelin
Jimmy Page, que sería guitarrista de Led Zeppelin, quería formar una nueva banda tras la separación de The Yardbirds. Con el bajista John Paul Jones ya reclutado, su primera opción como cantante era Terry Reid. Sin embargo Reid estaba trabajando con Mickie Most, y sugirió a Robert Plant, que a su vez sugirió como baterista a Bonham. Después de ver a Bonham tocar para Tim Rose en Hampstead (Londres) en julio de 1968, Page y Peter Grant (representante del grupo) se convencieron de que era el indicado.

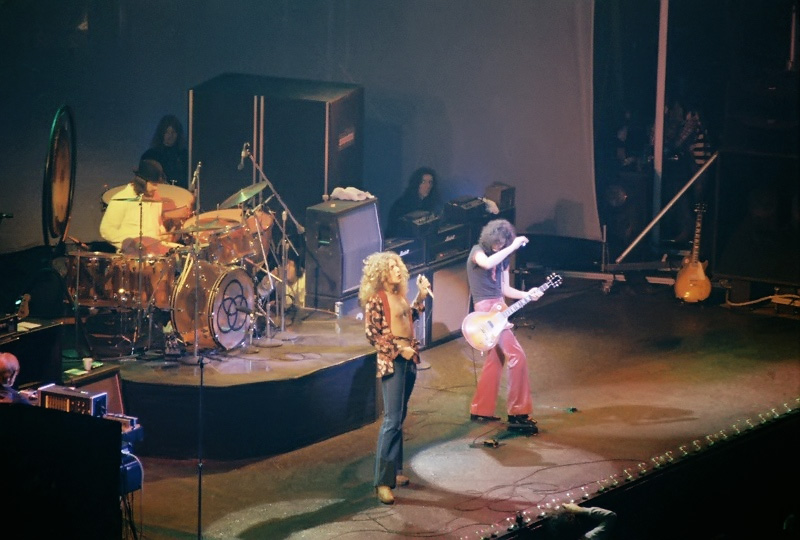
Chicago 1975

Durante la primera gira de Led Zeppelin en los EE. UU. (diciembre de 1968), Bonham se hizo amigo de Carmine Appice, baterista de Vanilla Fudge, quien le dio a conocer las baterías Ludwig, marca que usó desde entonces, y con la que firmaría un contrato de representación por el resto de su carrera. Bonham usaba también las baquetas más largas y pesadas del mercado, a las que se refería como «árboles».
Su revolucionario estilo está presente en todas las composiciones de Led Zeppelin, pero son temas como "Immigrant Song" (Led Zeppelin III), "When the Levee Breaks" (Led Zeppelin IV), "The Ocean" (Houses Of The Holy), y "Achilles Last Stand" (Presence) los que marcaron el estilo de la banda. El grupo lo reconoce como el creador de la figura rítmica del riff de "Kashmir" y del de "Out On The Tiles". La grabación en estudio de "Misty Mountain Hop" captura perfectamente su excelente dominio de esas dinámicas.
Su trabajo en los parches ha influido en casi todo baterista de hard rock/heavy metal. El estilo de Bonham estaba marcado por un beat muy rítmico acompañado con mucho feel, breaks explosivos y un uso único de figuras rítmicas invertidas, ejecutadas muy seguidas entre el bombo y la caja. Todo esto, combinado con su ataque escarpado, hizo a Bonham inmediatamente reconocible para el oyente.
Sus solos de batería, primero "Pat's Delight" luego llamado "Moby Dick" y "Over The Top", duraban cerca de media hora, llegado a tocar sin baquetas para lograr nuevos efectos sonoros. En las giras de Led Zeppelin posteriores a 1969 expandió su kit, incluyendo congas, timbales sinfónicos y gongs sinfónicos. Bonham también es reconocido como el primer baterista que usó timbales sintetizados electrónicamente, que estrenó durante la presentación de la canción "Kashmir" en Dallas, Texas, en 1977.
En 1974, Bonham apareció en la película de Ringo Starr Son of Dracula, tocando la batería en la Count Downe's (Harry Nilsson) backing band. Bonham formó parte de una multitudinaria banda de percusión, que incluía entre otros a Keith Moon (baterista de The Who) y a Starr (de los Beatles). También era coleccionista de automóviles deportivos antiguos y motocicletas, que conservaba en la granja de su familia, llamada The Old Hyde.
Bonham también grabó para otros artistas. En 1970, tocó para Lord Sutch en su álbum Lord Sutch and Heavy Friends. También grabó para su amigo Roy Wood, en el álbum On The Road Again (1979). Posteriormente volvería a los escenarios, pero esta vez junto a la banda de Paul McCartney: Wings en su álbum Back To The Egg para el tema "Rockestra Theme".

## Vida personal
Bonham tenía un hermano menor, Mick Bonham (1950–2000), disc jockey, autor y fotógrafo, y una hermana menor, Deborah Bonham (nacida en 1962), cantante y compositora. 1  La madre de Bonham, Joan, falleció a los 85–86 años el 10 de febrero de 2011. Ella cantó para The Zimmers, una banda de 40 miembros creada como resultado de un documental de la BBC sobre el trato a los ancianos. El primo de Bonham, Billy (nacido en 1950), tocó teclados para Terry Reid y Ace Kefford.
Bonham estaba casado con Pat Phillips, y la pareja tuvo dos hijos. Zoë Bonham (nacida el 10 de junio de 1975) es una cantante y compositora que aparece en convenciones de Led Zeppelin. Jason Bonham (nacido el 15 de julio de 1966) es un baterista que ha grabado o realizado giras con Sammy Hagar and the Circle, Black Country Communion, UFO, Foreigner y Bonham. Jason tocó con Led Zeppelin en su espectáculo de reunión del 40 aniversario de Atlantic Records el 15 de mayo de 1988 y nuevamente el 10 de diciembre de 2007 en el Concierto Tributo a Ahmet Ertegun. Un clip de película de 1973 de Jason, de siete años, tocando la batería, aparece en la película de Led Zeppelin The Song Remains the Same. También tocó en la banda que interpretó "Stairway to Heaven" en la ceremonia de los Premios Kennedy Center de Led Zeppelin en 2012. Zoë y Jason aparecieron en la ceremonia de inducción del Salón de la Fama del Rock and Roll en 1995 con los miembros sobrevivientes de Led Zeppelin.

## Muerte
El 24 de septiembre de 1980, Bonham fue recogido por el asistente de Led Zeppelin, Rex King, para asistir a los ensayos en Bray Studios para una gira por Norteamérica, que comenzaría el 17 de octubre en Montreal, Canadá, la primera de la banda desde 1977. Durante el viaje, Bonham pidió parar para el desayuno, donde bebió cuatro destornilladores de vodka cuádruples (16 chupitos entre 400–560 ml, también equivalentes a 9-13 bebidas estándar estadounidenses). Luego continuó bebiendo mucho, después de llegar a los ensayos. La banda dejó de ensayar a última hora de la noche y luego fue a la casa de Page, Old Mill House en Clewer, Windsor. Después de la medianoche del 25 de septiembre, Bonham luego de beber se durmió; alguien lo llevó a la cama y lo puso de costado. El mánager de la gira de Led Zeppelin, Benji LeFevre y John Paul Jones lo encontraron inconsciente la tarde siguiente. Bonham murió en la mansión de Jimmy Page en Clewer, Windsor, el 25 de septiembre de 1980 por aspiración de vómito. Tenía 32 años de edad.

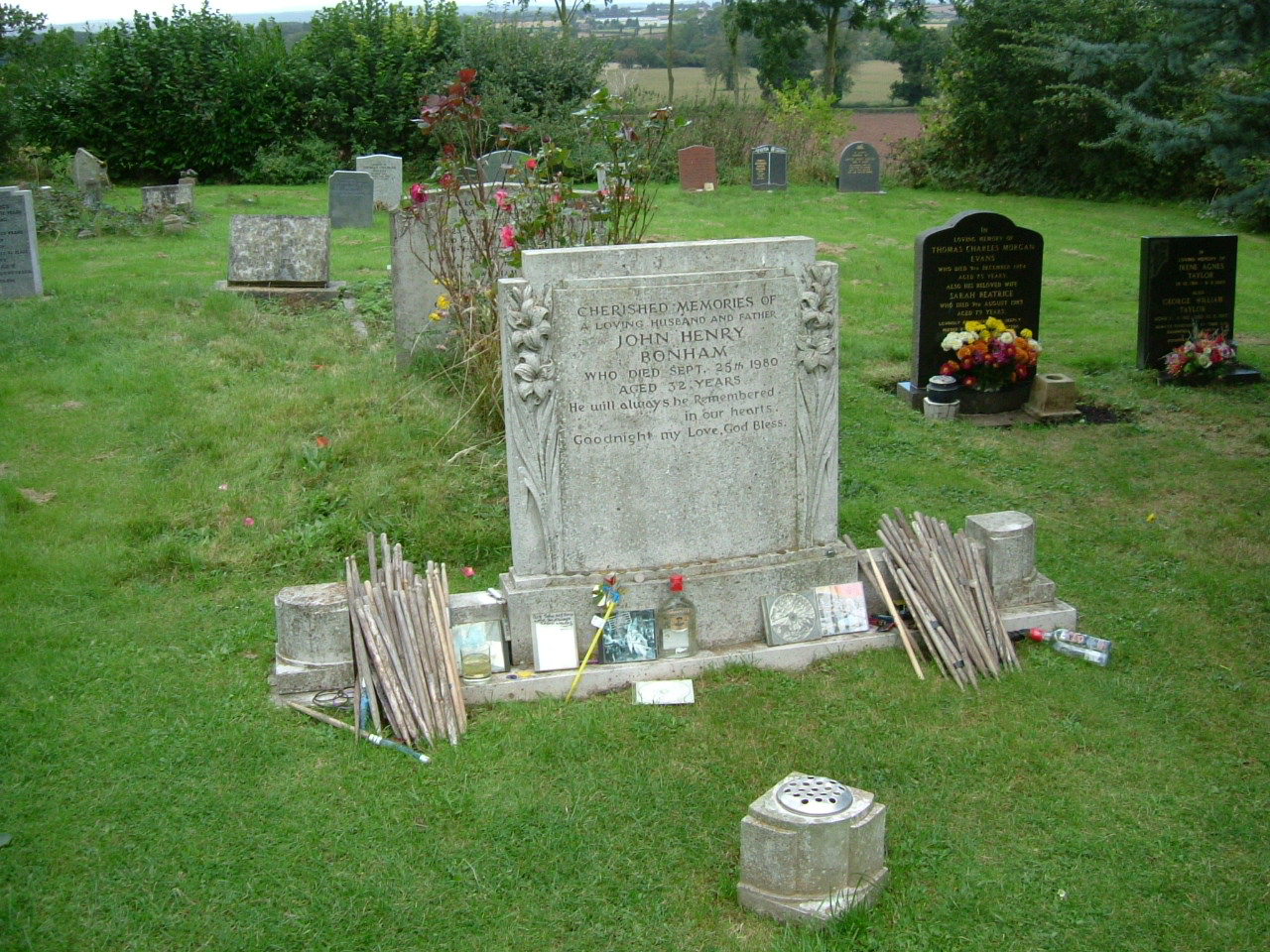
Tumba de John Bonham.

Después de su muerte se especuló sobre una posible sustitución para reemplazarle en Led Zeppelin, pero finalmente los integrantes del grupo decidieron que era irreemplazable y que, por tanto, el grupo no podría seguir existiendo. El grupo volvió a tocar en 2007 en un concierto en Londres para rendirle homenaje al fallecido dueño de Atlantic Records, tocando en la batería su hijo Jason Bonham, quien aprendió a tocar con su padre desde que era niño.

## Loskitsde Bonham
1. Kit Pre Led Zeppelin (?-1968), Slingerland Green Sparkle.

- Bombo 22"x14"
- Tom Base 16"x16"
- Tom 13"x9"
- Caja Supraphonic 14"x5"

2. Kit Led Zeppelin (1968/Gira por EE. UU), Ludwig Black Diamond Pearl
- Bombo 24"x14"
- Tom Base 16"x16"
- Tom Base 18"x16"
- Tom 13"*9"
- Caja 20's/30's COB Tube Lug

3. Kit de Representación de la marca Ludwig, Ludwig Thermo Gloss Natural Maple
- Bombo 26"x14" (ocasionalmente usaba otro bombo de las mismas dimensiones que utilizó para algunos conciertos de la gira por EE. UU. de 1969)
- Tom Base 18"x16"
- Tom Base 16"x16"
- Tom 14"x12" (montado en un soporte de caja)
- Caja Chrome Supraphonic Snare 14"x6.5"
- Dos Congas Natal Classic Splash 12"
- Cencerro Ludwig Gold Tone

4. Kit para grabaciones (1970-1975), Ludwig Green Sparkle
- Bombo 26"x14"
- Tom Base 16"x16"
- Tom Base 18"x16"
- Tom 14"x10"
- Caja Chrome Supraphonic 14"x6.5"
- Timbal Sinfónico Ludwig 29"
- Timbal Sinfónico Ludwig 30"

5. Kit The Song Remains The Same (1973-1975), Ludwig Amber Vistalite
- Bombo 26"x14"
- Tom Base 16"x16"
- Tom Base 18"x16"
- Tom 14"x10"
- Caja Chrome Supraphonic Snare 14"x6.5"
- Timbal Sinfónico Ludwig 29"
- Timbal Sinfónico Ludwig 30"

6.Kit Final (1977-1980), Ludwig Stainless Steel
- Bombo 26"x14"
- Tom Base 16"x16"
- Tom Base 18"x16"
- Tom 15"x12"
- Caja Chrome Supraphonic con Mach Lugs 6.5"x14"

### Platos
Bonham usó los Giant Beat de Paiste hasta 1972, luego firmó un contrato de representación con la marca y cambio sus antiguos platos por los de la serie 2002, que utilizó el resto de su carrera.
Su set regular consistía en:
- Sound-edge Hi-Hats 15"
- Medium Crash 16"
- Medium Crash 18"
- Medium Ride 24"
- Symphonic Gong 38"

También tenía un Medium Crash de 18", un Medium Ride de 20" y un Crash/Ride de 22", que usaba en raras ocasiones.